# Dusponera rufula
Dusponera rufula är en fjärilsart som beskrevs av George Francis Hampson. Dusponera rufula ingår i släktet Dusponera och familjen nattflyn. Inga underarter finns listade i Catalogue of Life.